# 阮福洪槢
阮福洪槢（越南语：／；？—1864年12月），即武槢（越南语：／），越南阮朝富平郡王阮福綿𡪿之子，母亲为武氏。
1858年法国联合西班牙发动南圻远征，大败越南军队并占领南圻。1862年，嗣德帝派潘清簡、林維浹二人前去谈判，签订《第一次西贡条约》，将嘉定省、定祥省、边和省以及昆仑岛割让给了法国。此举违背了嗣德帝“土地决不可许，邪教（天主教）决不可公行”的谈判底线，引起了群臣的唾骂。1864年，阮福洪槢认为条约的签订并非出自嗣德帝本意，而是潘清简擅自主张，便举兵叛乱，欲杀潘清简等主和派。阮福绵𡪿闻之，最终忧惧而死。
嗣德帝派黄耀出兵征讨，在香茶县击败了他。阮福洪槢被押解至顺化京城，与一些兄弟子侄以谋反罪被诛杀。嗣德帝将其名字从尊人府上除名，改为其母姓氏，称为武槢。